# 그란

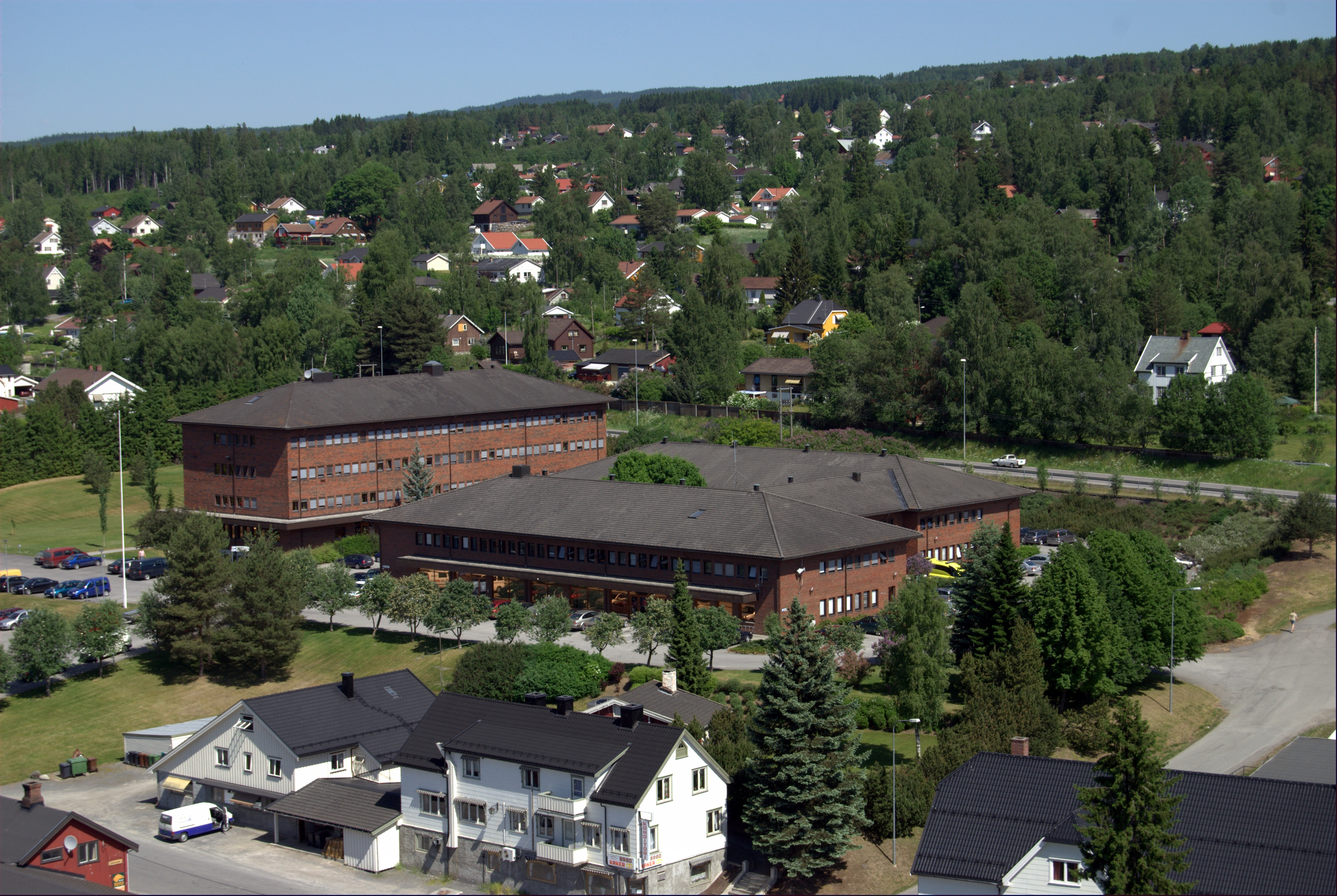
그란

그란의 위치

그란(노르웨이어: Gran)은 노르웨이 오플란주의 도시이자 지방 자치체로 행정 중심지는 야렌이며 면적은 756km2, 인구는 13,695명(2014년 기준), 인구 밀도는 20명/km2이다.

시 문장

## 자매 도시
- 덴마크 파우르스코우 시
- 스웨덴 쿵스바카
- 에스토니아 패르누
- 핀란드 사리얘르비